# Alexander Acosta
Rene Alexander Acosta, né le 16 janvier 1969 à Miami, est un avocat et homme politique américain. Membre du Parti républicain, il est secrétaire au Travail dans l'administration du président Donald Trump de 2017 à 2019.

## Biographie

### Jeunesse et carrière dans le privé
Fils d'immigrants cubains, il obtient un diplôme en droit de la faculté de droit de Harvard. Il est notamment assistant de justice (en anglais : law clerk) pour le juge Samuel Alito, à la cour d'appel des États-Unis pour le troisième circuit ; Alito est désormais juge à la Cour suprême des États-Unis. Acosta s'installe par la suite à Washington. D.C. pour pratiquer le droit dans le privé, notamment chez Kirkland & Ellis, se spécialisant dans le droit du travail.

### Nominations par George W. Bush
De 2002 à 2003, il est membre, nommé par le président George W. Bush, du National Labor Relations Board. En 2003, il devient procureur général des États-Unis assistant pour la division des droits civiques, au département de la Justice. En 2005, il devient procureur des États-Unis pour le district sud de la Floride, poste qu'il occupe jusqu'en 2009. En 2009, il devient doyen du Collège de droit de l'université internationale de Floride. Le 31 décembre 2013, il est nommé président de la U.S. Century Bank.
Il a notamment approuvé une négociation de peine avec le milliardaire Jeffrey Epstein en 2008, où ce dernier plaide coupable de proxénétisme sur mineur en échange d'une peine réduite de 18 mois de prison ferme. Cet accord, qui a temporairement mis fin aux enquêtes fédérales sur Epstein, sera invalidé par la justice en 2019.

### Secrétaire au Travail

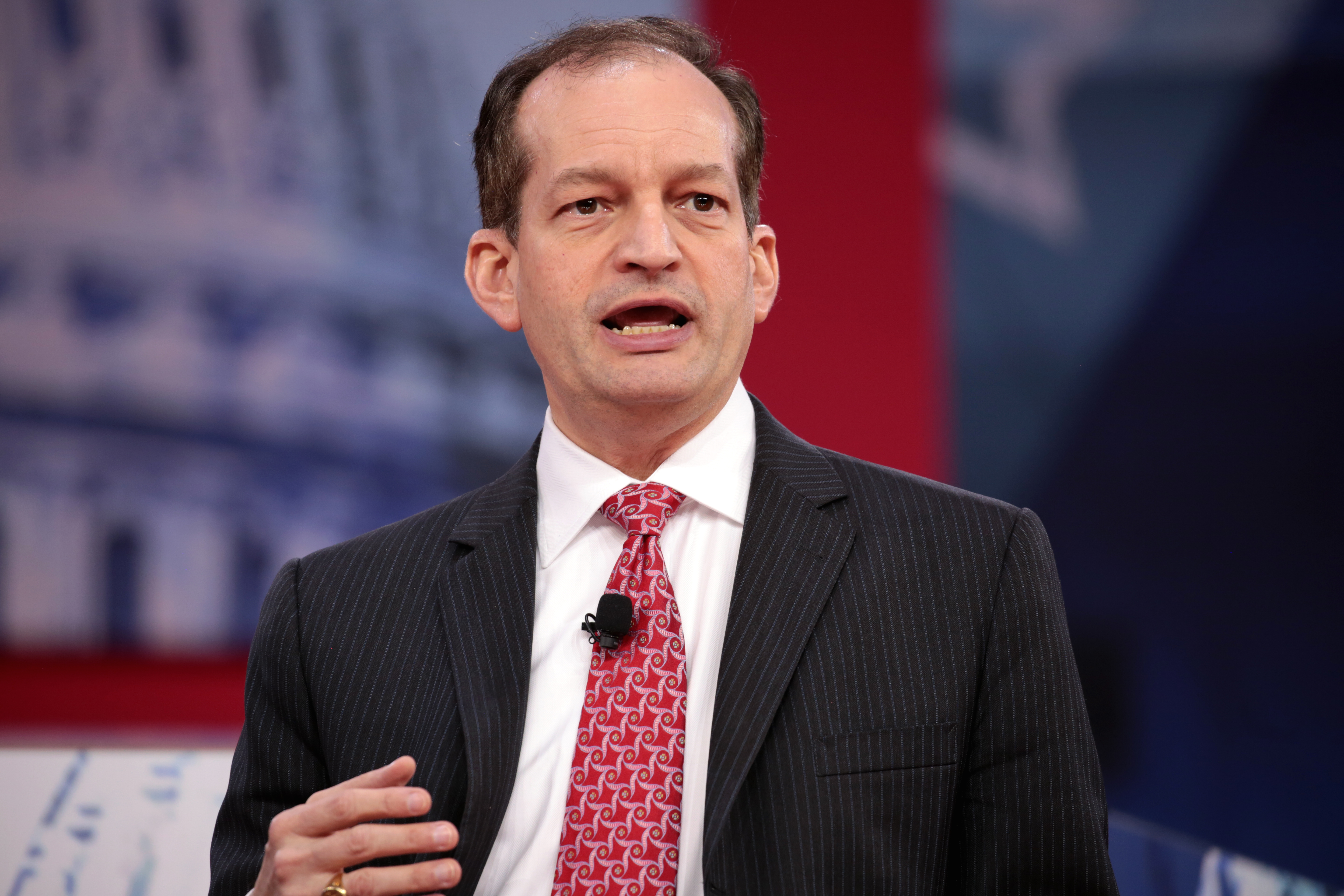
Acosta s'exprimant à la Conservative Political Action Conference (CPAC) de 2018.

Le 16 février 2017, à la suite du retrait d'Andrew Puzder, il est nommé secrétaire au Travail par le président Donald Trump,. Il est confirmé par le Sénat des États-Unis le 26 avril 2017 par 60 voix contre 38, avec le soutien de huit sénateurs adhérant au Parti démocrate. Il entre en fonction deux jours après, lors d'une cérémonie présidée par le vice-président Mike Pence.
En tant que secrétaire au Travail, il promeut notamment l'apprentissage (apprenticeship) : l'administration Trump souhaite en effet voir un million de nouveaux contrats d'apprentis signés sur quatre ans.
Le 12 juillet 2019, quelques jours après l'arrestation de Jeffrey Epstein, il annonce sa démission, effective le 19 juillet, en raison de la polémique suscitée par l'accord judiciaire qu'il a négocié avec le milliardaire en 2008, alors qu’il était procureur fédéral en Floride. Cette négociation de peine est en effet jugée trop favorable à Epstein, qui est alors poursuivi pour trafic sexuel de dizaines d'adolescentes.
Afin de justifier le traitement avantageux dont a bénéficié Epstein, Alexander Acosta a affirmé avoir été sujet à une pression considérable de la part des avocats de l’accusé. Ces derniers auraient notamment recruté des détectives privés pour enquêter sur les mœurs des procureurs afin de ternir leur réputation. Des courriels divulgués dans la presse en 2018 révèlent aussi que les procureurs ont été dépassés et impressionnés par le pouvoir d’Epstein, manifestant une immense déférence à l’égard de ses avocats.